# Ludfordi
Az ludfordi a ludlowi földtörténeti kor két korszaka közül a második, amely 425,6 ± 0,9 millió évvel ezelőtt kezdődött a gorsti korszak után, és 423,0 ± 2,3 millió éve ért véget a pridoli korszak előtt.
Nevét a közép-angliai Ludlow kisváros közelében lévő Ludford faluról, illetve a Teme folyó felett átívelő Ludford Bridge-ről lapta. A korszakot és az ezt megalapozó rétegtani emeletet egy brit geológus-kutatócsoport (Charles H. Holland, James D. Lawson, Victor G. Walmsley, Dennis E. White) írta le 1980-ban.

## Meghatározása
A Nemzetközi Rétegtani Bizottság az emelet alapját (a korszak végét) ezidáig nem határozta meg pontosan; Saetograptus leintwardinensis graptolita-biozóna közelében helyezkedik el. Az emelet tetejét (a korszak végét) a Monograptus parultimus graptolita megjelenése jelzi.